# Janko Leskovar
Janko Leskovar (Valentinovo, 12. prosinca 1861. — Valentinovo, 4. veljače 1949.) bio je hrvatski učitelj i književnik.

## Životopis
Leskovar je rođen 12. prosinca 1861. u Valentinovu kod Pregrade. Njegov djed je bio kovač. Otac mu se zvao Ivan Leskovar, a supruga mu je bila Terezija Leskovar.
Po završetku učiteljske škole (1880.), službovao je kao učitelj u mnogim mjestima. Nakon što se umirovljuje 1922. vraća se u rodno selo u kojem ostaje sve do svoje smrti 1949. U književnosti se javio kao tridesetogodišnjak svojom novelom Misao na vječnost koja je objavljena u "Vijencu" 1891. godine. Godine 1892. i 1894. objavljuje još dvije pripovijesti u "Vijencu" - Katastrofa i Poslije nesreće. U godinama 1896. i 1898. objavljuje svoja jedina dva romana - Propali dvori i Sjene ljubavi. Posljednje njegovo djelo, Kraljica zemlje, tiskano je 1905. godine.
U svom desetogodišnjem književnom stvaralaštvu Leskovar je bio zaokupljen psihološkom analizom likova naglašeno nezainteresiranih ili nesposobnih za životnu borbu. Njegovi junaci postaju žrtvama vlastitih fikcija, kao ljudi kontemplacije koji život motre sa strane umjesto da u njemu djeluju.
Kroz njegova djela se isprepliću utjecaji Gjalskog, Turgenjeva i Schopenhauera.
Po njemu se naziva tip lika (leskovarac), pasivni junak koji je sklon povratku u prošlost, stalnom razmišljanju i sjećanju na događaje koji završavaju tragično.

## Najpoznatija djela
- Romani:

Propali dvori
Sjene ljubavi
- Pripovijesti:

Katastrofa
Poslije nesreće
Izgubljeni sin
Jesenski cvijeci
Kraljica zemlje
- Novela:

Misao na vječnost